# Нижній Торей
Нижній Торей (рос. Нижний Торей) — село Джидинського району, Бурятії Росії. Входить до складу Сільського поселення Нижньоторейське.
Населення — 1251 особа (2015 рік).